# Nena (piłkarz)
Nena, właśc. Olavo Rodrigues Barbosa (ur. 11 lipca 1923 w Porto Alegre, zm. 17 listopada 2010 w Goiânii) – brazylijski piłkarz, występujący na pozycji środkowego obrońcy.

## Kariera klubowa
Karierę piłkarską zaczął w klubie SC Internacional w 1940 roku. W klubie z Porto Alegre grał do 1951 roku. Podczas tego okresu ośmiokrotnie zdobywał mistrzostwo stanu Rio Grande do Sul – Campeonato Gaúcho w 1940, 1941, 1942, 1943, 1944, 1945, 1947, 1948. W 1952 roku przeszedł do Portuguesy São Paulo, w której grał do końca kariery, którą zakończył w 1957 roku. Z klubem z São Paulo dwukrotnie wygrał Turniej Rio- São Paulo w 1952 i 1955.

## Kariera reprezentacyjna
W reprezentacji Brazylii Nena zadebiutował 29 marca 1947 w zremisowanym 0-0 meczu z reprezentacją Urugwaju w ramach Copa Rio Branco 1947. Ostatnim raz w reprezentacji wystąpił 13 maja 1950 w towarzyskim meczu z reprezentacją Paragwaju. Miesiąc później był członkiem kadry canarinhos na Mundialu 1950, na którym Brazylia wywalczyła wicemistrzostwo świata. W turnieju był rezerwowym i nie wystąpił w żadnym meczu. Ogółem w reprezentacji wystąpił w 5 spotkaniach.